# Йохан Кьолер
Йохан Кьолер (на естонски: Johann Köler) е водач на Естонското национално пробуждане и художник. Считан е за първия професионален художник на създаващата се нация. Отличава се основно посредством портретите си и в по-малка стемен с пейзажите си. Някои от най-известните му картини изобразяват естонския провинциален живот във втората половина на XIX век.

## Живот и работа
Йохан Кьолер е роден като седмо дете в селско семейство в Любясаре (Lubjassaare), област Вилянди. Въпреки бедността на родителите, Кьолер успява да посещава училище във Вилянди, Ливония. След това работи в работилницата на художници-майстори в Цесис. През 1846 г. Кьолер пътува до Санкт Петербург, където талантът му е открит и от 1848 до 1855 г. следва в Императорската художествена академия.
През 1857 г. Кьолер пътува до Париж през Берлин, по-късно се връща в Германия, след това пътува до Нидерландия и Белгия. През 1858 г. пътува през Алпите до Милано, Женева, Флоренция и Рим. Там следва в частна академия и отдава време за усъвършенстване на техниката си с акварелни бои. През 1859 г. представя в Рим композицията „Христос и кръста“.
През 1861 г. Кьолер се връща в Санкт Петербург, където от 1862 до 1874 г. е учител на Мария Александровна Сакскобургготска. През 1869 – 70 г. работи като лектор в Академията. От 1886 до 1889 г. работи във Виена, Ница и Париж.

## Естонско национално пробуждане
Върхът в кариерата на Йохан Кьолер съвпада с началото на Естонското национално пробуждане и той използва позицията си в имперския двор да подпомага каузата на естонския народ. Той е и приятел на журналиста Карл Роберт Якобсон, един от авторите на идеята за естонското самоопределяне.
От 1891 до 1893 г. Кьолер е президент на Обществото на естонската литература (Eesti Kirjameeste Selts).

## Галерия
|                                |
| Ева след грехопадението (1883) |

|                               |
| Иисус на кръста (1857 – 1859) |

|                    |
| Верен пазач (1878) |

|                                                           |
| Портрет на доктор Филип Карел, лекар на императора (1886) |

|                               |
| Портрет на Хуго Трефнер, 1886 |